# Eksel
Eksel (vroegere spelling: Exel) is een dorp in de Belgische provincie Limburg en een deelgemeente van Hechtel-Eksel in de Kempen, het was een zelfstandige gemeente tot aan de gemeentelijke herindeling van 1977.

## Etymologie
De eerste vermelding van Eksel is uit 714, als Ochinsala, de basisbenaming van het gehucht Hoksent aan de rivier de Dommel. Met Ochinsala wordt vermoedelijk bedoeld 'de woonplaats van Oko': een samentrekking van de persoonsnaam Oka/Oko en van sala dat zaal, woonplaats betekent (J. Mansion). In de 11e eeuw wordt Eksel vermeld als Ekinsala en in 1153 is sprake van Hecsele, een mogelijke samentrekking van agnis (ekster) en lauha (bosje op hoge zandgrond) (Gemeentekrediet).

## Geschiedenis
Op het huidige grondgebied van Eksel zijn kleine stenen voorwerpen aangetroffen uit het mesolithicum. Aan het Moeras den Hoog in de vallei van de Nete in Eksel werd een bronzen vlamvormige lanspunt uit de Bronstijd gevonden, die zich nu in de collectie van TRAM 41 in Turnhout bevindt. In 2013 werden bij archeologische opgravingen op het projectgebied Lang Voor, gelegen op 300 meter ten noorden van de kerk en het centrum, sporen uit de Metaaltijd en de middeleeuwen gevonden, waaronder aardewerk van een Harpstedt-achtige pot uit de late Bronstijd of vroege IJzertijd, fragmenten van een kooksteen, paalkuilen van zogenaamde spiekers (kleine opslagplaatsen) uit de volle middeleeuwen en fragmenten van een kogelpot uit de 13de eeuw.
In de Romeinse tijd liep wellicht de Heirbaan Tongeren-Duurstede door Eksel. De straatnaam 'Heerstraat' herinnert hier mogelijk aan. Ook werden in het Ekselse gehucht De Winner Romeinse scherven, voorwerpen, waaronder een Harpstedt-urn, en een begraafplaats gevonden.
Van de vroeg-middeleeuwse (5de-8ste eeuw) Frankische landname bleven talrijke sporen in het landschap bewaard. Het Ekselse gehucht Hoksent of Hoxent aan de Dommel was oorspronkelijk een Frankische nederzetting. Deze oude landbouwlandschappen op plaggenbodems worden gekenmerkt door grote rechthoekige historisch stabiele percelen, met lengteas loodrecht op de straat. Op regelmatige afstand komen er plaatselijk langs de straat, oude rijhoeven voor met lengteas eveneens loodrecht op de weg. Eveneens een typisch Kempens landschapselement zijn de houtwallen als perceelscheiding.
De eerste vermelding van Eksel in geschiedkundige documenten zou dateren dateren uit 714 en is te vinden in het Liber Aureus, een boek dat enkele eeuwen later geschreven is. Op 27 juli 710 zou Berthilindis, dochter van een zekere Wigibald, al haar goederen, gelegen in Hoksent (Hoccascaute), schenken aan de Heilige Willibrordus, die er een kapel zou hebben gebouwd. Mogelijk bevond zich eerder op deze locatie een voorchristelijk heiligdom. De kapel was één der eerste in de wijde omgeving. Via Willibrord kwamen deze goederen in bezit van de Abdij van Echternach.
Buiten het Hoksent behoorde het verdere Ekselse grondgebied op het einde van de 7de eeuw tot het kroondomein van de Pepiniden. Het latere Eksel ontwikkelde zich als centrum van deze heerlijkheid Ochinsala, die zich uitstrekte tot Neerpelt, Brogel, Wijchmaal en Peer en aanvankelijk ook Overpelt, Hechtel en Houthalen omvatte. Tussen 697 en 701 schonk Pippijn II van Herstal dit vorstelijke territorium aan de Abdij van Sint-Truiden, zoals de eerste biograaf van Sint-Trudo, Donatus, vermeldt: traditit quicquid habere visus est in villa... cognominatur Ochinsala. Aangezien dit territorium veel groter was dan Hoksent, kreeg de kapel aldaar in 1177 de status van parochiekerk, in tegenstelling tot die in Hoksent, welke een veel kleiner gebied bediende. De parochie splitste zich vermoedelijk af van die van Peer.
In het gehucht De Winner op de grens met Overpelt vestigde de in 1121 gestichte Abdij van Floreffe in 1145 een uitgestrekte landbouwkolonie op gronden die door schenking waren verkregen. Na de ontginning werd het domein uitgebaat door werkbroeders onder leiding van een magister curiae (priester-rentmeester). De kolonie wordt in 12de-eeuwse bronnen omschreven als ville cuiusdam deserte, Escele nomine (1155), minoris Exele (1161), curtem de Exele (1179).
In 1218 gaf abt Christiaan van de abdij van Sint-Truiden aan de heer van Eksel toestemming om een watermolen op te richten op de Dommel in het gehucht Hoksent. Arnold IV van Loon verkocht deze molen in 1259 aan de abdij van Floreffe, samen met de Bemvoortse Molen en de Wedelse Molen. De abdij van Floreffe behield de molen in bezit tot het einde van de 18de eeuw. Deze Kleine Molen ligt nu op het grondgebied van buurgemeente Overpelt.
Op een bepaald moment lagen in Eksel in de 12de en 13de eeuw zelfs eigendommen van vier abdijen en één grafkerk: van de abdijen van Floreffe, Sint-Truiden, Echternach en Averbode en van de Sint-Servaaskerk te Maastricht.
In de 13de eeuw behoort Eksel toe aan het graafschap Loon, daarna aan het prinsbisdom van Luik.
Omgrachte schansen werden tijdens in de tweede helft van de 16de eeuw aangelegd ter beveiliging van de bevolking van de omliggende dorpen en gehuchten. De schansen moesten de lokale bevolking beschermen tegen de rondtrekkende huurlingenlegers die de streek onveilig maakten tijdens de Tachtigjarige Oorlog (1568-1648) en de Spaanse Successieoorlog (1701-1713). Op het grondgebied van Eksel, in het gehucht Hoksent langs de Schansdijkstraat en de Kenensdijk, zijn nog steeds de mooi bewaarde resten van een dergelijke schans te bezichtigen, compleet met grachten. Deze Hoxenterschans wordt voor het eerst vermeld in een brief uit 1580 van Adam van Randeroede, luitenant-drossaard van het ambt Pelt. Er is ook een schansreglement uit 1629 bewaard. Een tweede schans lag op het grondgebied van het gehucht Locht en dateert van vermoedelijk 1624. Hier zijn geen zichtbare resten van bewaard gebleven. Beide verdedigingswerken werden in 1651 ingenomen en geplunderd door voorbijtrekkende Lorreinse troepen.
In vermoedelijk de eerste helft van de 16de eeuw richtte het Prinsbisdom Luik in Eksel de eerste school op. Deze school bestond uit één klas en stond op het kerkhof bij de kerk. Wanneer de school precies werd opgericht, weet men niet.
Op 16 juni 1725 werd op de heide aan het drielandenpunt tussen het Hertogdom Brabant, het Prinsbisdom Luik en Nederland Leyn Wecks, de laatste, uit Eksel afkomstige 'heks' van Limburg, gewurgd en verbrand. Wecks was de dochter van de ongehuwde Anna Cuypers. In de legende leeft Leyn Wecks voort als de putheks van Heusden-Zolder. Het Suske en Wiske-album De mysterieuze mijn uit 1990 is hier gedeeltelijk op gebaseerd. De vermoedelijk plaats waar Leyn Wecks werd terechtgesteld, wordt vermeld op de 'Ferrariskaarten' uit 1777 als 'Montagne des sorcières ou Hexen Bergh'. Het moderne adres voor deze locatie is Kerkhovensesteenweg 547, Hechtel-Eksel.
Tijdens de Zevenjarige Oorlog (1756-1763) trokken meermaals vreemde troepen door Eksel. Vanaf 1762 maakten de Bokkenrijders de Kempen en ook Eksel onveilig. Deze bende leefde van diefstal, chantage door middel van brandbrieven en brandstichting. De bende werd bestreden met een ongemeen bloedige repressie, vooral in het noorden van Limburg, waar Drossaard Joannes Mathias Clerx (1759-1840) uit Overpelt, Luitenant-Drossaerd van het ambt Stokkem, meer mensen liet berechten dan er ooit Bokkerijders waren geweest (een vijfhonderdtal in totaal). Clercx woonde op het domein Hobos, op de grens tussen Eksel en het Overpeltse gehucht Lindelhoeven. Het domein bestaat nog altijd en de omgeving werd in 2000 beschermd als landschap. In de bronnen wordt hij soms aangeduid als Drossaerd Clercx van Eeksel.
Dezelfde Clercx nam tijdens de Franse Revolutie de leiding op zich van het plattelandsverzet tegen de sansculotten, de Boerenkrijg. Op 21-22 december 1798 werden vier Franse douaniers te Eksel door Brabanders vermoord. Als straf voor deze moorden werd het dorp in 1799 gedwongen 7.280 gulden als oorlogsschatting te betalen.
De 18de eeuw was sowieso een moeilijke tijd voor Eksel en de hele Limburgse Noorderkempen. De bevolking verarmde en trok uit de streek weg om elders een bron van inkomsten te zoeken. Een deel van de mannelijke bevolking trok van het voor- tot het najaar naar andere streken om er verschillende koopwaar aan de man te brengen. Zo ontstonden de teuten, die ook in Eksel tot in de 19de eeuw heel wat sporen hebben nagelaten. De familie Witters was een bekende teutenfamilie uit Eksel.
Tijdens de Tiendaagse Veldtocht in augustus 1831 staken Nederlandse soldaten in het Ekselse gehucht Locht, gelegen aan de baan Hasselt-Eindhoven, een huis in brand. De zieke knecht van boer Willems vond daarbij de dood.

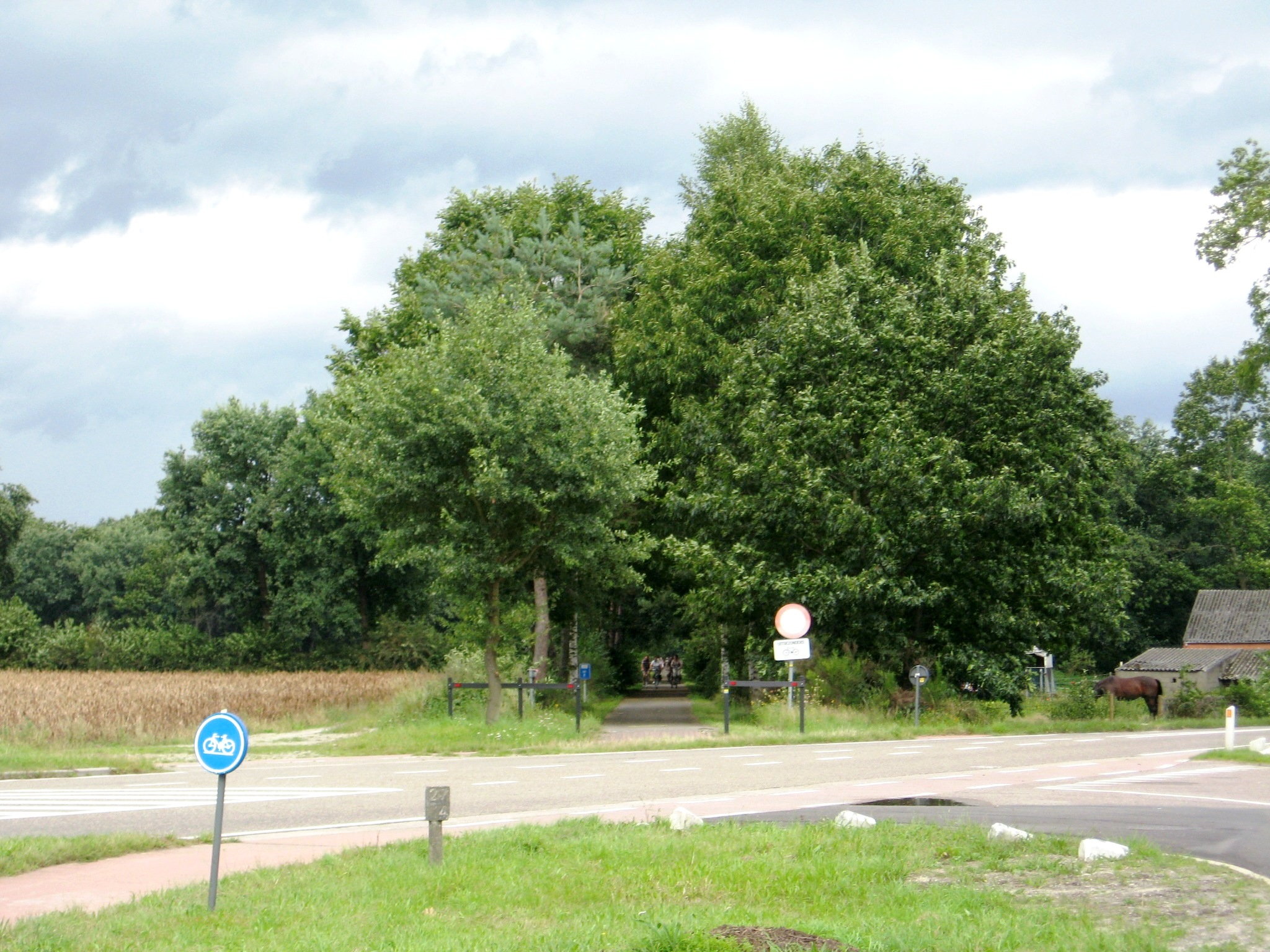
Spoorlijn 18 ter hoogte van het voormalige station van Eksel

In 1868 werd in Eksel een spoorweghalte geopend op de Spoorlijn 18 Winterslag - Eindhoven die in dienst bleef tot 1957. Het stationsgebouw werd in 1967 afgebroken. Goederentransport werd wel nog tot in 1986 uitgevoerd. Op 5 januari 1986 reed de laatste trein tussen Houthalen en Eksel. De sporen werden in 1988 opgebroken. Op de overgebleven spoorwegbedding werd een fietspad aangelegd.
In 1896 kwamen de zusters Jozefienen vanuit Sint-Niklaas naar Eksel om daar het onderwijs voor meisjes te verzorgen. Er werd een klooster gebouwd aan de Kerkstraat, dat in 1994 werd gesloopt. Reeds in 1961 was een nieuw klooster gebouwd.
In 1904 verkocht de gemeente een grote lap heide aan de overheid. De Belgische staat plantte er dennenbomen aan. Het hout diende vooral als stuthout in de steenkoolmijnen. Het bos is een uitgestrekt natuurgebied genaamd Pijnven. Dit heidegebied ontstond op het einde van de 18de eeuw ten noordoosten van Eksel en overschreed de grens met Nederland. Het staat op kaarten uit die tijd aangeduid als La Grande Bruyère.
Op 27 september 1914, bij het begin van de Eerste Wereldoorlog, schoot een troepje Belgische vrijwilligers en rijkswachters in het gehucht de Locht een Duitse Huzaar dood. Duitse troepen brandden de dag erna als represaillemaatregel 27 boerderijen op de Locht volledig plat.
Enkele slachtoffers vielen toen, in 1940, enkele verdwaalde bommen neerkwamen. Op 8 maart 1945 kwamen enkele V1's, bedoeld voor Antwerpen, in Eksel neer. Ze richtten echter betrekkelijk weinig schade aan.
In 1977 fusioneerde Eksel met buurgemeente Hechtel tot Hechtel-Eksel. De wijk Kloosterbos van buurgemeente Overpelt werd toegevoegd aan het grondgebied van Eksel. Het oude wapenschild van Eksel wordt het wapenschild van de fusiegemeente. Het wapenschild werd toegekend op 23 oktober 1905 en is gebaseerd op het gemeentezegel van 1625.
In 1984 werd de Nederlands-Belgische speelfilm Wildschut naar het boek van Felix Thijssen gedeeltelijk gefilmd in Eksel.

## Demografische ontwikkeling
- Bronnen:NIS, Opm:1831 tot en met 1970=volkstellingen; 1976 = inwoneraantal op 31 december

## Economie
Hoewel van oorsprong agrarisch, kende Eksel al sinds de 17de eeuw een andere activiteit, de teutenhandel, welke tot begin 20ste eeuw werd bedreven. Dit bracht enige welvaart in Eksel. In het noorden van de gemeente werd turf gestoken. Daarnaast werd er hier en daar bier gebrouwen, en ook begin 20ste eeuw waren er nog twee brouwerijen actief. Ook waren er twee steenbakkerijen, van respectievelijk de families Beckers en Clercx.
Vanaf 1879 kwam de sigarenfabricage naar Eksel: Charles Indekeu-Tielen begon toen een fabriek die tot 1910 bleef produceren. J. Geunes had een fabriek die van 1884 tot 1893 actief was. Hendrik Oswald Geurts kwam in 1891 vanuit Nederland naar Eksel, en nam in 1893 de fabriek van Michel Feyen over. Onder de naam H. Geurts & Cie. werden er sigaren geproduceerd. Hij ging over op zijn zonen Jacques en Henri. In 1934 werd de fabriek gesplitst, waarop Henri naar Wijchmaal vertrok en Jacques in Eksel actief bleef. In 1960 sloot de fabriek als laatste van zijn soort in de Noorderkempen.
Eksel kende omstreeks 1900 ook een leerlooierij en een wagenmakerij. In 1901 opende de zuivelfabriek van de Samenwerkende Melkerij Sinte-Brigitta, welke in 1919 weer sloot.
In 1928 stichtte Henri Essers in Eksel een transportbedrijf, dat in 1958 werd overgenomen en verder uitgebouwd door zijn zonen Noël en Jules. In 1995 verhuisde Groep H.Essers naar Genk. Het is een van de grootste logistieke dienstverleners in Europa, met verschillende vestigingen in tien landen. In 2007 werd Groep H.Essers uitgeroepen tot Belgische Onderneming van het Jaar.
Tegenwoordig zijn er geen grote bedrijven in Eksel, en de meeste inwoners pendelen naar bedrijven elders in de regio. Tot de huidige bestaansbronnen kunnen nog de militaire domeinen en het toerisme worden gerekend.

## Politiek
Eksel had een eigen gemeentebestuur en burgemeester tot de fusie van 1977. Burgemeesters waren:
| Periode   | Naam burgemeester           |
| --------- | --------------------------- |
| 1800-1802 | Pierre Henri Reynen         |
| 1802-1815 | Jean Mathieu Ceyssens       |
| 1815-1820 | Clément Antoine Clercx      |
| 1820-1842 | Walter Heytenis             |
| 1843-1875 | Petrus Sebastiaen Cluyskens |
| 1875-1920 | Joannes Baptist Truyens     |
| 1921-1932 | Jean Joseph Truyens         |
| ...       |                             |

## Bezienswaardigheden

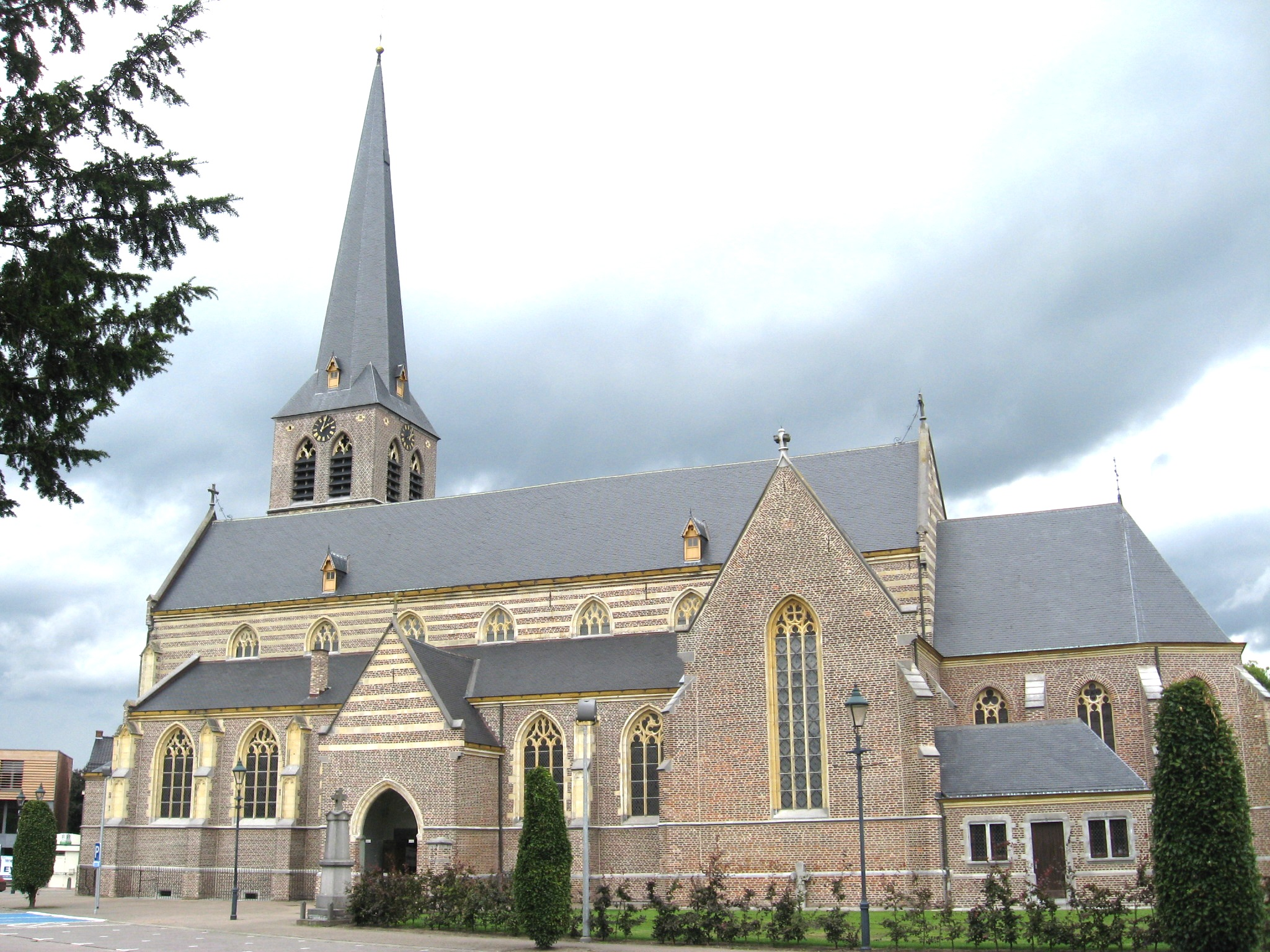
De Sint-Trudokerk

- De laatgotische Sint-Trudokerk is opgetrokken in Maaslandse stijl. Ze wordt voor het eerst vermeld in 1178. De middenbeuk, met afwisselende lagen baksteen en mergelsteen, dateert van het einde van de 15de eeuw. De kruisbeuk en de zijbeuken dateren van circa 1517. De oude kerkingang bevindt zich aan de zuidzijde. In 1905 werd de kerk vergroot met drie westelijke traveeën door architect H. Martens uit Stevoort. De nieuwe toren werd naast de kerk geplaatst. Sinds 1936 is de kerk beschermd monument.[16][17]
- de Stermolen in de Windmolenstraat is een staakmolen die in 1901 werd opgericht door molenaar Eugène Bleukx-Driesen (tevens molenaar te Wijchmaal, tegenwoordig een deelgemeente van het nabijgelegen Peer). De molen werd aangekocht in Henegouwen. Over de plaats waar de molen voorheen stond heeft men geen enkele zekerheid. Sinds 1973 is de molen een beschermd monument.[18] In 1977 werd de gemeente er eigenaar van. Op afspraak is de molen in werking te bezichtigen.[19][20]
- de Hoksentkapel in het gehucht Hoksent is toegewijd aan Sint-Antonius. Daarnaast is ze ook toegewijd aan Onze-Lieve-Vrouw van Zeven Weeën. De kapel zou gesticht zijn door Willibrord, maar het huidige gotische bouwwerk dateert uit begin 17de eeuw. In de 18de eeuw werd het portaal bijgevoegd. In 1956-1957 werd de kapel gerestaureerd. In het interieur zien we een renaissance-altaar van 1716 en een houten apostelbalk uit de 15de eeuw. Buiten is de kapel omzoomd door acht lindebomen rond een oud kerkhof. Zowel de kapel als de omgeving zijn sinds 1951 beschermd.[21] Na een diefstal van een Mariabeeld in 1977 werden de apostelbeelden in veiligheid gebracht. In 2006 werden de beelden op hun oorspronkelijk locatie teruggeplaatst. Mechanische en elektronische beveiligingen voor een totale kostprijs van 24.235,91 euro[22] moeten diefstal en vandalisme verhinderen.[23]
- Raadpleeg ook de lijst van het onroerend erfgoed in Hechtel-Eksel.

## Natuur en landschap
Eksel ligt aan de noordrand van het Kempens Plateau, op een hoogte van 41 tot 64 meter. Het ligt op de waterscheiding tussen het stroomgebied van de Schelde (de Grote Nete ontspringt hier) en het stroomgebied van de Maas: De Bolissenbeek, zijrivier van de Dommel, vormt de oostgrens van Eksel. De Winnerloop, die ten noorden van Winner ontspringt, loopt in noordelijke richting en komt nabij Neerpelt in de Dommel uit.
Ten westen van Eksel liggen grote naaldboscomplexen op zandige bodem, terwijl ten zuiden en ten oosten van Eksel een gebied met kleinschalige percelen is te vinden, waar landbouwgrond afgewisseld wordt met stukjes bos. Meer naar het oosten vindt men het beekdallandschap van de Bolissenbeek.
De belangrijkste natuurgebieden zijn:
- Het Provinciaal Natuurcentrum Pijnven strekt zich uit op het grondgebied van Hechtel-Eksel, Lommel en Overpelt en behoort tot Bosland, het grootste bos van Vlaanderen. Het is 1012 hectare groot en was eertijds een winningsgebied voor hout voor de Limburgse steenkoolmijnen. In de Kiefhoeksstraat in Eksel ligt het Bosmuseum Pijnven, van waaruit diverse wandelingen en fietstochten vertrekken (onder andere naar de zogenaamde IJzeren Paal, een landmeetkundig punt uit de 19de eeuw[24]). Het museum is geopend op zondagnamiddag. De tentoonstelling geeft een beeld van de flora en de fauna van de Kempen. De nadruk ligt op het bos als levensgemeenschap en op de principes van de bosbouw. Er is eveneens een collectie houtsoorten te bezichtigen.
- Het typische landschap rond de Dommel en Bolisserbeek (Watering De Dommelvallei) tussen Eksel, Wijchmaal, Peer en Kleine-Brogel werd in 1987 beschermd.[25][26]
- Hoeve Hobos en omgeving werd in 2000 beschermd[27] en ligt gedeeltelijk op het grondgebied van Eksel en gedeeltelijk op dat van Overpelt (Lindelhoeven). Het is 200 hectare groot.

## Geboren
- Joannes Mathias Clerx (1759), landdrost of drossaard
- Ludo Schildermans (1961), schrijver
- Dries Wuytens (1991), voetballer
- Stijn Wuytens (1989), voetballer

## Nabijgelegen kernen
Hechtel, Lindel, Wijchmaal, Kleine-Brogel